# ストリッカーツ評価
ストリッカーツ評価 (ストリッカーツひょうか、英：Strichartz estimate) とは、分散型および双曲型偏微分方程式の解の時空間ノルムを評価する不等式である。
分散型・双曲型偏微分方程式の現代的な数学解析においてもっとも基本的かつ必要不可欠な道具であり、あらゆる場面で用いられる。

## 歴史
シュレーディンガー方程式に対するストリッカーツ評価は、Robert_Strichartzが最初に与えた。オリジナルの論文では、d次元空間内のフーリエ変換を(d-1)次元(超)曲面上へ制限することで評価を得ている。その後、Ginibre--Velo, Yajima, Cazenave--Weisslerらによって改良された。最後のピースである、所謂「端点評価」を証明したのはKeel--Taoである。端点評価は空間2次元において破綻するが、Taoはノルムを補正することで同様の評価が与えられることを示した。

## 自由シュレーディンガー方程式の場合

### 許容指数対
実数の組{\displaystyle (p,q)\in [2,\infty ]^{2}}が許容指数対であるとは、次が成り立つことである：
{\displaystyle {\frac {2}{p}}+{\frac {d}{q}}={\frac {d}{2}}.}
ただし、{\displaystyle (d,p,q)=(2,2,\infty )}は除外する。

### 自由シュレーディンガー方程式に対するストリッカーツ評価
次の自由シュレーディンガー方程式を考える：
{\displaystyle i\partial _{t}u+\Delta u=0,\quad u(t,x):\mathbb {R} _{t,x}^{1+d}\to \mathbb {C} .}
ここで{\displaystyle \Delta }はラプラシアンである。初期値が{\displaystyle u(0)=u_{0}}であれば、解は
{\displaystyle u(t,x)=e^{it\Delta }u_{0}={\mathcal {F}}^{-1}(e^{-it|\xi |^{2}}{\widehat {u_{0}}}(\xi ))}
と書ける。このとき、ある定数{\displaystyle C_{0}>0}があって、任意の許容指数対{\displaystyle (p,q),(p_{1},q_{1})}に対して、次の不等式が成立する：
{\displaystyle \|e^{it\Delta }u_{0}\|_{L^{p}(\mathbb {R} _{t};L^{q}(\mathbb {R} _{x}^{d}))}\leq C_{0}\|u_{0}\|_{L^{2}(\mathbb {R} ^{d})},}{\displaystyle {\Big \|}\int _{\mathbb {R} }e^{i(t-\tau )\Delta }u(\tau )d\tau {\Big \|}_{L^{p}(\mathbb {R} _{t};L^{q}(\mathbb {R} _{x}^{d}))}\leq C_{0}\|u\|_{L^{p_{1}'}(\mathbb {R} _{t};L^{q_{1}'}(\mathbb {R} _{x}^{d}))},}
{\displaystyle {\Big \|}\int _{0}^{t}e^{i(t-\tau )\Delta }u(\tau )d\tau {\Big \|}_{L^{p}(\mathbb {R} _{t};L^{q}(\mathbb {R} _{x}^{d}))}\leq C_{0}\|u\|_{L^{p_{1}'}(\mathbb {R} _{t};L^{q_{1}'}(\mathbb {R} _{x}^{d}))}.}
ここで、{\displaystyle 1/p+1/p'=1}である。

### 空間2次元の端点評価
空間2次元の場合の端点指数{\displaystyle (d,p,q)=(2,2,\infty )}は除かれていた。しかし、次のように右辺のノルム(=抑えるノルム)を弱めることで、同様の評価が成り立つ：
{\displaystyle \|e^{it\Delta }u_{0}\|_{L^{2}(\mathbb {R} _{t};X)}\leq C_{1}\|u_{0}\|_{L^{2}(\mathbb {R} ^{2})},}
{\displaystyle {\Big \|}\int _{\mathbb {R} }e^{-i\tau \Delta }u(\tau )d\tau {\Big \|}_{L^{2}(\mathbb {R} ^{2})}\leq C_{1}\|u\|_{L^{2}(\mathbb {R} _{t};X')},}
{\displaystyle {\Big \|}\int _{0}^{t}e^{i(t-\tau )\Delta }u(\tau )d\tau {\Big \|}_{L^{2}(\mathbb {R} _{t};X)}\leq C_{1}\|u\|_{L^{p_{1}'}(\mathbb {R} _{t};L^{q_{1}'}(\mathbb {R} _{x}^{d}))}.}
ここで、{\displaystyle \|f\|_{X}:=\|f(r\theta )\|_{L_{r}^{\infty }L_{\theta }^{2}},\|f\|_{X'}:=\|f(r\theta )\|_{L_{r}^{1}L_{\theta }^{2}}}である。また、{\displaystyle (p_{1},q_{1})}は許容指数対である。特に、{\displaystyle u_{0}}が球対称関数のとき、{\displaystyle X=L^{\infty }(\mathbb {R} ^{d})}であることに注意せよ。

### 一般化

#### 直交ストリッカーツ評価
三角不等式と通常のストリッカーツ評価から、直ちに次のことが分かる。許容指数対{\displaystyle (p,q)}と正規化されたL²関数の列{\displaystyle (u_{n})_{n=1}^{\infty }}に対して、
{\displaystyle {\Big \|}\sum _{n=1}^{\infty }a_{n}|e^{it\Delta }u_{n}|^{2}{\Big \|}_{L^{p/2}(\mathbb {R} _{t};L^{q/2}(\mathbb {R} _{x}^{d}))}\leq C_{0}\|a\|_{\ell ^{1}}.}
が成り立つ。しかし実は、{\displaystyle (u_{n})_{n=1}^{\infty }}が正規直交系である場合、不等式は次のように改良されることが知られている：{\displaystyle 1\leq q/2<(d+1)/(d-1)}かつ{\displaystyle \alpha =2q/(q+1)}とするとき、
{\displaystyle {\Big \|}\sum _{n=1}^{\infty }a_{n}|e^{it\Delta }u_{n}|^{2}{\Big \|}_{L^{p/2}(\mathbb {R} _{t};L^{q/2}(\mathbb {R} _{x}^{d}))}\leq C_{d,p}\|a\|_{\ell ^{\alpha }}}
が成り立つ。右辺のノルムが{\displaystyle \ell ^{1}}から{\displaystyle \ell ^{\alpha },\alpha >1}になっているところがポイントである。a<bのとき{\displaystyle \ell ^{a}\subset \ell ^{b}}であることに注意せよ。

## 日本語の関連文献
- 小川卓克『非線型発展方程式の実解析的方法』丸善出版〈シュプリンガー現代数学シリーズ〉、2013年。国立国会図書館書誌ID:024182041。
- 堤誉志雄『偏微分方程式論 : 基礎から展開へ』培風館〈数学レクチャーノート ; 基礎編 3〉、2004年。国立国会図書館書誌ID:000007376517。
- BEZ NEAL; HONG YOUNGHUN; LEE SANGHYUK; 中村昌平; 澤野嘉宏「滑らかさを加味した直交ストリッカーツ評価 (関数空間の一般化とその周辺)」『数理解析研究所講究録』第2143巻、京都大学数理解析研究所、2019年12月、173-184頁、CRID 1050285700355872512、hdl:2433/254981、ISSN 1880-2818。